# Русская душа
Русская душа, русский дух, русский национальный дух (также загадочная русская душа) — «народный дух», мифологема, символ из русской литературы и философии об уникальных чертах русских в сравнении с другими народами, как правило, с жителями западных стран. Часть архетипа русской культуры. Одна из категорий национальной мифологии, не имеет однозначного соответствия в эмпирической действительности.
В массовом сознании понятие часто совмещается с эпитетом широкая. Говорится также о широкой русской натуре. При помощи понятия русской души пытаются определить типичные для русского черты характера: безграничная удаль, задушевность, бескопромиссность, нравственный максимализм («всё или ничего»), общительность, гостеприимство, спонтанность, преобладание сердца над рассудком, склонность к тоске и меланхолии, пренебрежение мелочами, прагматизмом и расчётливостью.
Понятие национальной души русские шеллингианцы заимствовали у представителей немецкого романтизма. Получило отражение в трудах тех русских мыслителей, которые противополагали себя господствовавшей рационалистической традиции. Символ русской души подчёркивает «особую духовную торжественность русских и России» на основе неопределённого «мистического элемента», создающего «антиномичность русской души».

## Происхождение понятия
Первым, кто употребил словосочетание «русская душа» в печати, был Виссарион Белинский — в своей рецензии на «Мертвые души» в 1842 году. Саму идею, что у целого народа может быть одна душа, придумали немецкие философы (прежде всего Иоганн Гердер и Георг Гегель). Идея «народного духа» (нем. Volksgeist) родилась как ответ на идею универсальной человеческой природы.
Философы Просвещения исходили из того, что человек, где бы он ни жил и на каком бы языке ни говорил, движим общими для всех стремлениями и страстями. Немецкие романтики рубежа XVIII—XIX веков существенно развили эту идею. Для них народ — не просто группа людей, которые волею случая выросли в одних условиях и потому чем-то похожи между собой, а коллективная личность, имеющая особый характер. И характер этот выражается прежде всего в языке и фольклоре. Именно в поисках немецкого «народного духа» братья Якоб и Вильгельм Гриммы стали составлять грамматику и словарь немецкого языка и коллекционировать сказки. Наличие у народа, в частности русского, «души» — это первоначально абстрактная философская идея, которая родилась в университетах и светских кружках. Под «народом» подразумевались прежде всего крестьяне, не «испорченные» образованием.
В 1880-е годы книги Льва Толстого, Фёдора Достоевского и Ивана Тургенева начали массово переводить на европейские языки. В их книгах главенствовало не эстетическое (как на Западе), а этическое начало, удовлетворявшее не развлекательные, а нравственные потребности. Однако первоначально читать их книги могли в основном лишь чиновники и духовенство. Иван Тургенев писал, что у настоящего русского сердце от ребёнка. Фёдор Достоевский в своём дневнике писал:
Есть идеи невысказанные, бессознательные и только лишь сильно чувствуемые; таких идей много как бы слитых с душой человека. Есть они и в целом народе, есть и в человечестве, взятом как целое.
«Духовность» таких произведений перешла в «душевность» и привела к появлению за границей понятия «загадочная русская душа». Всё это оказало огромное влияние на английскую, французскую, немецкую и прочую литературу. В первой половине XX века в Великобритании (как в реальной жизни, так и в романах Вирджинии Вулф) готовность говорить о душе была верным признаком знакомства с русской литературой. В 1945 году британский издатель Ловат Диксон заявил:
Мы должны быть благодарны России за то, что великие русские романы поразили нас в конце XIX века и мы научились в своих собственных романах без стеснения говорить о душе.

## Распространение
В период идеи «официальной народности» (1833—1863) происходит огосударствление идеи нации. Одним из основных средств подавления гражданского национализма стала его замена на его относительные подобия. В 1833 году, вступая в должность министра просвещения Сергей Уваров изложил триаду «Православие, самодержавие, народность», которая была призвана защитить страну от европейского свободомыслия и являлась антитезой другой формуле: «Свобода, равенство, братство», включавшей основные идеи Французской революции. Российские консерваторы считали их органично неприемлемыми для русского народа. Главной новацией в формуле стало понятие «народность», по которому и вся доктрина стала называться «официальной народностью». По ней стала пониматься «преданность России собственным традициям и самобытному пути», который противоположен западным. Аналогичная современная концепция именуется «особый путь России». «Особый дух» русской народности выражается в преданности по отношению к православию и самодержавию. Недопустима легитимация народом прав монарха. Его власть от Бога, но народность морально обязывает царя к любви к своему народу. Он воспринимается как отец народа, и подданные, его дети, обязуются свято его почитать.
Применялись трактовки с позиции эссенциализма, утверждавшей существование набора незыблемых свойств, которые фатально присущи конкретному народу — этнической нации. С конца 1890-х годов славянофилы в рамках своего спора с западниками активно развивали идею Уварова о наличии принципиальных и навсегда предопределённых различий русского народа и наций Запада. Николай Данилевский, Константин Леонтьев, Василий Розанов и др. славянофилы 1890-х годов отошли от идей своих предшественников середины XIX века, однако ими была воспринята восходящая к Гердеру немецкая мистическая идея «национального духа», ранее оказавшая сильное влияние на Уварова; впоследствии идея развивалась в доктрину «особого пути Германии». Поздними славянофилами активно развивались идеи особого пути России. Имеющие место, по их мнению, особенности русского национального духа, включающие терпимость, сердечность, душевность, великодушие, соборность, они противопоставляли обобщенному образу западного духа, которому приписывался вечный эгоизм, жадность, лживость, холодная расчётливость. Из среды поздних славянофилов вышло идеологическое течение, которое и получило название «русские националисты».
Философ Николай Бердяев в сборнике статей «Судьба России» неоднократно обращается к теме «русской души». Его воззрения на предмет основаны в первую очередь на собственных обобщённых наблюдениях, исторических примерах, а также материале русской общественной мысли (Радищев, Чаадаев и прочие) и новейшей для того времени литературной классики (Достоевский, Толстой). Согласно Бердяеву, «русская душа» «женственна», ожидает внешнего источника порядка; ввиду слабого мужского начала ей плохо даётся форма и самодисциплина; антиномична, то есть широка и размашиста, всё доводит до противоположных крайностей, плохо чувствует меру; связана с «бескрайними просторами России»; религиозна, стремится к возвышенному; даже отвергая Бога и идеалы, действует с особой истовостью и духовным напряжением.
За прошедшую сотню лет, несмотря на большое количество литературы на данную тему, развитие идей в сравнении с идеями Бердяева, наблюдается лишь незначительное. Большинство авторов, которые пишут на темы «русского характера», настроены в почвенническом, державно-патриотическом ключе и обращаются бердяевскому пункту о религиозности и возвышенности, противопоставляя его «бездуховности» Запада. Либерально-западнические авторы меньше ориентированы на эту тему и обычно развивают идеи «традиционализма», «домодерности», «покорности», «рабства», то есть социологизируют пункт Бердяева о «женственности» и пассивности. Склонность к крайностям приписывается русской душе многими авторами, но они, как правило, не выходят за рамки объяснения, связанного с «бескрайними просторами».
В СССР термин стал использоваться реже, но начиная с периода Перестройки получил широкое распространение. Им объясняют аспекты российской жизни, вызывающие удивление иностранцев; противоречия между сверхдержавностью государства и бытовой необустроенностью его граждан. Понятие стало журналистским штампом, восхваляющим исключительность страны и народа. Схожее понятие — «особый путь России».
В книге «Ключевые идеи русской языковой картины мира» (2005), написанной линвистами Анной А. Зализняк, И. Б. Левонтиной и А. Д. Шмелёвым, говорится: «Целый ряд слов отражает пресловутую „задушевность“ русского человека»; «Русский человек болезненно реагирует, когда ему кажется, что его попрекают»; «Сама потребность „русской души“ в размахе требует простора»; «Склонность к жалости осознаётся как специфически русская черта» и др. Около сорока раз в кавычках и без кавычек в тексте и заголовках приведены мифологемы «национальный характер», «национальная ментальность», «русское видение мира», «русское мироощущение», «русская душа» в качестве синонимов словосочетания «русская языковая картина мира».
В народном представлении душа является не бесплотным, неосязаемым «мистическим» нечто, но обладает образом и подобием тела, в котором она пребывает. Душа поступает подобно своему телу; является энергией формы, созидающей тело. В этом понимании душевность представляет собой идеальный эквивалент не вещно-предметного, а телесного. Душа есть сущность тела, а не плоти земной; тело это остов, структура исходной формы — души. Если не станет тела тогда говорится «в чём только душа держится». С позиции такого толкования рассматривается аргументация евразийцев: Русь платила дани в эпоху татаро-монгольского ига, однако если бы Русью завладел Запад, то «вынул» бы из неё душу. Об этом, в частности, писал П. Н. Савицкий.